# Bandiera della Danimarca
La bandiera della Danimarca è chiamata anche Dannebrog, che significa "Panno danese". La bandiera è rossa con una croce bianca che si estende fino ai bordi della bandiera; la parte verticale della croce è spostata verso il lato dell'asta. Il disegno a croce della bandiera danese è stato successivamente adottato dalle altre nazioni nordiche: Svezia, Norvegia, Finlandia, Islanda e Fær Øer. È la più antica bandiera nazionale ancora esistente, essendo stata adottata per la prima volta nel 1625.
Secondo la tradizione antica, la bandiera non fu fatta dagli uomini, ma cadde dal cielo durante la battaglia di Lyndanisse nei pressi dell'attuale Tallinn in Estonia, nel 1219. La bandiera della Lettonia, anche se non rappresenta una croce, rimanda l'origine dei suoi colori a quella battaglia.
Secondo gli storici deriva probabilmente dagli stendardi dei crociati medievali.
L'antico stemma di Lubecca era rosso con una croce bianca. Il primo Re di Danimarca (Eric di Pomerania) conosciuto per una croce bianca era anche Re di Lubecca.
La croce della Dannebrog è simile alla croce di San Filippo.

## Bandiere istituzionali e militari di Stato

Insegna del ministro della difesa
Insegna del capo di stato maggiore della difesa
Insegna di ammiraglio
Insegna di viceammiraglio
Insegna di contrammiraglio
Insegna di ammiraglio di flottiglia
Guidone di comandante superiore
Guidone di comandante di squadriglia
Bandiera attribuita all'Unione di Kalmar
Bandiera Danimarca-Norvegia

## Somiglianze con altre bandiere
La bandiera danese somiglia a quella di un Ordine: il Sovrano militare ordine di Malta, sebbene non ci sia alcuna connessione tra le due bandiere per quanto riguarda la loro nascita. Infatti la bandiera del Sovrano militare ordine viene fatta risalire al 1130, mentre quella danese è nata quasi un secolo dopo. Oltretutto in quest'ultima campeggia la croce scandinava, la croce nella bandiera del Ordine è al centro.